# Quận Jackson, Tennessee
Quận Jackson là một quận thuộc tiểu bang Tennessee, Hoa Kỳ.
Quận này được đặt tên theo. Theo điều tra dân số của Cục điều tra dân số Hoa Kỳ năm 2000, quận có dân số 10.984 người, ước tính dân số năm 2005 là 11.072 người.. Quận lỵ đóng ở. Gainesboro6

## Địa lý
Theo Cục điều tra dân số Hoa Kỳ, quận có diện tích 828 km2, trong đó có 28 km2 là diện tích mặt nước.

### Quận giáp ranh
- Quận Clay (bắc)
- Quận Overton (đông)
- Quận Putnam (nam)
- Quận Smith (tây nam)
- Quận Macon (tây bắc)